# 마이클 조지프 새비지
마이클 조지프 새비지(영어: Michael Joseph Savage, 1872년 3월 23일~1940년 3월 27일)는 뉴질랜드의 정치인으로서, 제23대 뉴질랜드의 총리를 지냈다.
새비지는 빅토리아 식민지(지금의 오스트레일리아 빅토리아주)에서 태어나 1907년 뉴질랜드로 이주했다. 노동자였던 그는 노동조합원이 되었고, 1910년에 오클랜드 트레이드 및 노동회의의 회장으로 선출되었다. 새비지는 1916년 7월 뉴질랜드 노동당 창당을 지지했다. 그는 1919년 하원에 당선되기 전에 지역 정치에 적극적이었으며, 그 선거에서 8명의 노동당 의원 중 한 명이 복귀했기 때문이다. 새비지는 1933년에 노동당 당대표로 반대 없이 선출되었다. 그는 자신이 전 당을 대표하여 대변인으로 보았고 여러 파벌을 성공적으로 운영했다.
새비지는 1935년 선거에서 노동당을 사상 첫 선거 승리로 이끌었다. 그는 정부의 경제 회복 정책과 사회복지 프로그램에 대한 대중의 지지를 얻었다. 그의 인기는 노동당이 1938년 선거에서 훨씬 더 중요한 선거 승리를 확신시켰다. 그의 정부는 1939년 독일에 대한 선전포고에 동참했다. 새비지의 건강은 노동당의 두 번째 선거 승리 이후 급격히 쇠퇴했고 그는 결국 1940년 3월 27일, 재임 중 사망하였다. 사후 총리는 피터 프레이저가 되었다.
흔히 뉴질랜드 복지국가의 건축가로 알려진 새비지는 일반적으로 학계와 일반 대중에게 뉴질랜드의 가장 위대하고 존경받는 총리 중 한 명으로 여겨진다. 현재까지 그는 세 명의 군주(조지 5세, 에드워드 8세, 조지 6세)를 섬긴 유일한 뉴질랜드의 총리이다.

## 역대 선거 결과
| 선거명      | 직책명                                          | 대수 | 정당            | 득표율 | 득표수   | 결과 | 당락                          |
| ----------- | ----------------------------------------------- | ---- | --------------- | ------ | -------- | ---- | ----------------------------- |
| 1911년 선거 | 하원의원 (오클랜드 웨스트 선거구)               | 18대 | 뉴질랜드 사회당 | 23.58% | 1,800표  | 2위  | 낙선                          |
| 1914년 선거 | 하원의원 (오클랜드 웨스트 선거구)               | 19대 | 사회민주당      | 24.59% | 1,751표  | 2위  | 낙선                          |
| 1919년 선거 | 오클랜드 지방의원 (오클랜드 병원 이사회 선거구) | -대  | 뉴질랜드 노동당 | 44.54% | 3,993표  | 4위  | 오클랜드 병원 이사회 당선     |
| 1919년 선거 | 하원의원 (오클랜드 웨스트 선거구)               | 20대 | 뉴질랜드 노동당 | 44.24% | 4,008표  | 1위  | 오클랜드 웨스트 하원의원 당선 |
| 1921년 선거 | 오클랜드 지방의원 (오클랜드 병원 이사회 선거구) | -대  | 뉴질랜드 노동당 | 42.42% | 6,291표  | 5위  | 오클랜드 병원 이사회 당선     |
| 1922년 선거 | 하원의원 (오클랜드 웨스트 선거구)               | 21대 | 뉴질랜드 노동당 | 55.42% | 5,649표  | 1위  | 오클랜드 웨스트 하원의원 당선 |
| 1925년 선거 | 하원의원 (오클랜드 웨스트 선거구)               | 22대 | 뉴질랜드 노동당 | 52.19% | 5,677표  | 1위  | 오클랜드 웨스트 하원의원 당선 |
| 1927년 선거 | 오클랜드 지방의원 (오클랜드 병원 이사회 선거구) | -대  | 뉴질랜드 노동당 | 48.74% | 8,450표  | 3위  | 오클랜드 병원 이사회 당선     |
| 1928년 선거 | 하원의원 (오클랜드 웨스트 선거구)               | 23대 | 뉴질랜드 노동당 | 47.01% | 5,361표  | 1위  | 오클랜드 웨스트 하원의원 당선 |
| 1929년 선거 | 오클랜드 지방의원 (오클랜드 병원 이사회 선거구) | -대  | 뉴질랜드 노동당 | 54.74% | 10,614표 | 3위  | 오클랜드 병원 이사회 당선     |
| 1931년 선거 | 오클랜드 지방의원 (오클랜드 병원 이사회 선거구) | -대  | 뉴질랜드 노동당 | 77.79% | 13,392표 | 3위  | 오클랜드 병원 이사회 당선     |
| 1931년 선거 | 하원의원 (오클랜드 웨스트 선거구)               | 24대 | 뉴질랜드 노동당 | 62.93% | 6,442표  | 1위  | 오클랜드 웨스트 하원의원 당선 |
| 1933년 선거 | 오클랜드 지방의원 (오클랜드 병원 이사회 선거구) | -대  | 뉴질랜드 노동당 | 69.14% | 12,852표 | 2위  | 오클랜드 병원 이사회 당선     |
| 1935년 선거 | 하원의원 (오클랜드 웨스트 선거구)               | 25대 | 뉴질랜드 노동당 | 72.93% | 8,567표  | 1위  | 오클랜드 웨스트 하원의원 당선 |
| 1938년 선거 | 하원의원 (오클랜드 웨스트 선거구)               | 26대 | 뉴질랜드 노동당 | 75.88% | 11,591표 | 1위  | 오클랜드 웨스트 하원의원 당선 |